# Lake Elsinore, Kalifornien
Lake Elsinore är en stad (city) i Riverside County, i delstaten Kalifornien, USA. Enligt United States Census Bureau har staden en folkmängd på 53 417 invånare (2011) och en landarea på 93,8 km².